# Kurt Horres
Kurt Horres (* 28. November 1932 in Düsseldorf; † 2. Januar 2023 ebenda) war ein deutscher Regisseur, Theaterintendant und Professor an der Essener Folkwangschule.

## Leben
Kurt Horres wurde 1932 in Düsseldorf geboren und studierte Germanistik, Theaterwissenschaft und Kunstgeschichte an der Universität zu Köln. Anschließend besuchte er die Robert Schumann Hochschule Düsseldorf. 
Seine künstlerische Arbeit begann Horres als Regieassistent an der Komischen Oper Berlin. Weitere Regietätigkeiten führten ihn an die Opern in Wuppertal, Köln und Bonn. Bis 1964 hatte er die Oberspielleitung der Lübecker Bühnen inne, anschließend wechselte er als Operndirektor an die Wuppertaler Bühnen, wo er elf Jahre wirkte und sein „Interesse für das Neue“ zur Geltung brachte: „Als beklemmend gelungen galt seine Regie der Uraufführung von Blachers Yvonne, Prinzessin von Burgund, in der er 1973 mit Pina Bausch in der stummen Rolle der Yvonne die Grenzüberschreitung von hohler Feierlichkeit und dumpf-märchenhafter Selbstzufriedenheit zur Fähigkeit zum Morden zeichnete“. 1976 wurde er als Intendant des Staatstheaters Darmstadt berufen und wechselte 1984 zur Hamburgischen Staatsoper. Von 1986 bis 1996 war er Generalintendant der Deutschen Oper am Rhein. Seit der Spielzeit 1996/97 arbeitete Kurt Horres als freischaffender Regisseur und lehrte an der Folkwang Hochschule das Fach Regie.
Er inszenierte teilweise als Ur- und Erstaufführung Opern von Boris Blacher, Luigi Dallapiccola, Paul Dessau, Werner Egk, Gottfried von Einem, Wolfgang Fortner, Hans Werner Henze, Paul Hindemith, Giselher Klebe, Darius Milhaud, Krzysztof Penderecki, Aribert Reimann und Udo Zimmermann. Aber auch Wagners Der Ring des Nibelungen gehörte zu den vielbeachteten Aufführungen. 
Sein Sohn Gregor Horres und eine seiner Töchter, Bernarda Horres, sind gleichfalls Theaterregisseure.

## Ehrungen und Auszeichnungen
- 1969: Verdienstorden der Bundesrepublik Deutschland (Verdienstmedaille)
- 1973: Von der Heydt-Kulturpreis
- 1996: Musikpreis der Stadt Duisburg